# Louis François II. de Bourbon, prince de Conti

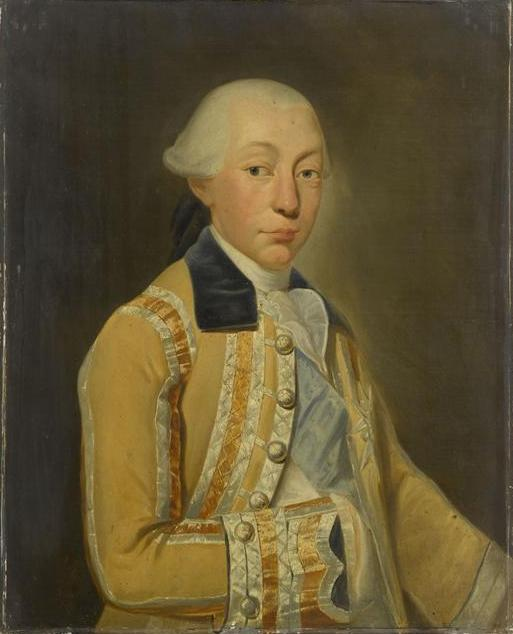
Louis François II., prince de Conti

Louis François II. Joseph de Bourbon, prince de Conti (* 1. September 1734 in Paris; † 13. März 1814 in Barcelona) war das einzige eheliche Kind des Louis François I. und seiner Frau Louise Diane d’Orléans. Nach dem Tod seines Vaters 1776 war er der letzte Fürst von Conti.

## Leben
Louis François aus dem Haus Bourbon-Conti, einem seit dem 16. Jahrhundert jüngeren Nebenzweig des Hauses Bourbon-Condé, diente erfolgreich im Siebenjährigen Krieg. Bei der Auseinandersetzung des Kanzlers mit dem Parlament stand er auf der Seite von Maupeou und sprach sich für den Fortbestand der alten Verfassung aus. Er emigrierte bei Ausbruch der Französischen Revolution 1789, lehnte aber die Invasion der Alliierten von 1790 ab. Er kehrte nach Frankreich zurück und wurde 1793 als Monarchist verhaftet. Er wurde freigelassen, doch all seiner Güter beraubt. Das Direktorium verbannte ihn später aus Frankreich. Louis François Joseph starb in Barcelona und mit ihm erlosch das Haus Conti.
Seit 1759 war er verheiratet mit Maria Fortunata d’Este, Tochter des Herzogs Franz III. von Modena, von der er sich 1775 wieder trennte. Er hinterließ mit Marie Anne Veronese einen illegitimen Sohn, Louis François, Chevalier de Vaureal (1761–1785).
Sein Nachlass findet sich in den französischen Archives nationales.